# Magyar Vazul
Magyar Vazul (Budapest, 1995. október 15. –) magyar színész.

## Életpályája
Színészi tanulmányait a Nemes Nagy Ágnes Művészeti Szakgimnáziumban folytatta. Szabadúszóként a 2019-től debreceni Csokonai Nemzeti Színházban, és a budapesti Spirit Színházban indult színészi pályája. 2020-tól a Veszprémi Petőfi Színházban is játszik.

## Fontosabb színházi szerepei
- William Shakespeare: A velencei kalmár.... Gratiano; Marokkó és Aragónia kísérete
- Neil Simon: A londoni lakosztály.... szereplő
- Tom Lycos – Stefo Nantsou: Kövek.... Shy (13 éves); Russo (nyomozó)
- Martin Sherman: Sodrásban.... Harry
- Molnár Ferenc – Dés László – Geszti Péter: A Pál utcai fiúk.... Csónakos
- Móricz Zsigmond: Pillangó.... Cséplő Sándor
- Eisemann Mihály – Éri-Halász Imre – Békeffi István: Egy csók és más semmi.... Pincér, ügyvéd
- Csukás István ― Janik László ― Varga Bálint: Keménykalap és krumpliorr.... Gondozó, Kutyás Fiú, Srác
- Szőke Olivér: A plafonon túl.... szereplő

## Filmek, tv
- Otthon (2019)